# خاندان کاپت
خاندان کاپه یا کاپتی‌های اصلی که خاندان فرانسه نیز خوانده می‌شدند، از سال ۹۸۷ تا ۱۳۲۸ میلادی حاکم پادشاهی فرانسه بودند. این خاندان، خط ارشد دودمان کاپه بود که شاخه‌ای از روبرتی‌ها شمرده می‌شد. تاریخ‌نگاران سده نوزدهم از عنوان کاپتی‌ها هم برای خاندان حاکم بر فرانسه و هم محدوده وسیعتری از جانشینان مذکر اوگ کاپه استفاده می‌کردند. گاهی این خاندان را نسل سوم شاهان می‌خواندند که پس از مروونژی‌ها (نسل اول) و کارولنژی‌ها (نسل دوم) به حکومت رسیدند. نام کاپه از لقب اوگ کاپه که نخستین شاه کاپتی بود، گرفته شده‌است.
پس از آن که هیچ فرزند ذکوری از سه پسر فیلیپ چهارم (لوئی دهم، فیلیپ پنجم، شارل چهارم) نماند تا بر تخت پادشاهی فرانسه بنشیند، خط اصلی خاندان کاپه در سال ۱۳۲۸ مختومه شد. با مرگ شارل چهارم، حکومت به فیلیپ ششم (پسر شارل، کنت والوآ برادر کوچکتر فیلیپ چهارم)، دودمان والوآ منتقل شد. پس از آن نیز در سال ۱۵۸۹ با پادشاهی هانری چهارم به شاخه‌ای دیگر از کاپتی‌ها به نام خاندان بوربون که به روبر، کنت کلرمون کوچکترین پسر لوئی نهم منسوب بود و سپس به خاندان اورلئان انتقال یافت و طبق قانون سالیک پادشاهی فرانسه همواره در دست ارشدترین فرزندان پسر نسل اوگ کاپه ماند.

## تاریخچه

### نخستین شاهان کاپتی
اوگ کاپه نخستین حاکم کاپتی بود. او یک اشراف‌زاده فرانکی اهل ایل-دو-فرانس بود که پس از مرگ لوئی پنجم آخرین شاه کارولنژی، برای حکومت بر فرانسه انتخاب شد. سپس با انتخاب و تاج‌گذاری پسرش روبر دوم، به عنوان شاه مشترک، حکومت را موروثی کرد. پس از مرگ اوگ، حکومت به صورت مسالمت آمیز به روبر رسید و او نیز مانند بسیاری از پیشینیان خود از همین روال پیروی کرد.
نخستین شاهان کاپتی حاکمان ضعیفی بودند که تنها بر مناطق کوچکی در ایل-دو-فرانس و اورلئان به صورت مستقیم حکومت می‌کردند و این مناطق نیز از شاه فرمان نمی‌بردند. بقیه فرانسه توسط والیان محلی مانند دوک نرماندی، کنت بلوا، دوک بورگوندی و دوک آکیتن کنترل می‌شد. همه این حاکمان نیز کم و بیش دچار مشکلاتی مشابه در مناطق زیر نظر خود بودند. البته خاندان کاپه به اندازه کافی خوش‌اقبال بود که از حمایت کلیسا برخوردار باشد و به استثنای سه حاکم (فیلیپ یکم، لوئی نهم و ژان یکم) سایر شاهان کاپتی در بزرگسالی به حکومت رسیدند.

### کاپتی‌ها و پلانتاژنه
در زمان حکومت لوئی هفتم (۱۱۲۰–۱۱۸۰)، قدرت کاپتی‌ها در فرانسه افزایش یافت. لوئی با الینور (۱۱۲۲–۱۲۰۴) وارث دوک‌نشین آکیتن ازدواج کرد و دوک آکیتن شد. البته این ازدواج ناموفق بود. حاصل آن تنها دو دختر بود و منجر به جدایی لوئی از الینور شد. (الینور بعداً با هنری دوم، پادشاه انگلستان (۱۱۳۳–۱۱۸۹) ازدواج کرد. لوئی دو بار دیگر ازدواج کرد تا این که در نهایت پسری از او زاده شد. این پسر را فیلیپ دیودون (خداداد) نام نهادند که با عنوان فیلیپ دوم (آگوست) (۱۱۶۵–۱۲۲۳) به حکومت رسید و قدرت خاندان آنژوین (خانواده الینور، دوشس آکیتن و هنری دوم) را در فرانسه در هم شکست.
لوئی هشتم (۱۱۸۷–۱۲۲۶) که بزرگترین پسر و وارث فیلیپ بود، با بلانش کاستیا (۱۱۸۸–۱۲۵۲) از نوادگان الینور و هنری دوم، ازدواج کرد. سپس به نام او ادعای حکومت انگلستان را کرد، به دعوت بارون‌های انگلیسی به این کشور حمله کرد و برای مدت کوتاهی شاه انگستان خوانده می‌شد. هرچند کاپتی‌ها نتوانستند قدرت خود را در انگستان تثبیت کنند. لوئی وادار به امضای پیمان لمبت شد و قانوناً اعلام کرد هرگز شاه انگلستان نخواهد شد. سپس با سرافکندگی به نزد همسر و پدر خود در فرانسه بازگشت. رخداد مهمتری که در دوران کوتاه حکومتش اتفاق افتاد، فتح پواتو و بخشی از زمین‌های لانگداک بود. این مناطق در جنگ صلیبی کاتاری توسط پاپ از مالکان پیشین گرفته شده بود. این زمین‌ها به مالکیت فرانسه درآمد و باعث افزون شدن قدرت خاندان کاپه شد.
لوئی نهم (۱۲۱۵–۱۲۷۰) در کودکی جانشین پدرش لوئی هشتم شد و سال‌ها قادر به حکومت نبود. دولت در اختیار مادرش ملکه بلانش بود. بلانش توسط مادربزرگش الینور برای ازدواج با وارث تاج و تخت فرانسه انتخاب شده بود، زیرا او را برای قرار گرفتن در جایگاه ملکه فرانسه مناسب‌تر از خواهرش اوراکا می‌دانست. هنگامی که بلانش در مقام نایب‌السلطنه قرار گرفت، درستی تصمیم الینور را ثابت کرد. نه تنها در دوران کودکی پسرش، بلکه حتی در زمان حکومت او، در اداره حکومت همکاری می‌کرد. خود لوئی نیز نشان داد شاهی توانمند است. هرچند هزینه و تلاش زیادی برای جنگ‌های صلیبی تلف کرد، به عنوان شاه فرانک‌ها با ریاضت، قدرت، شجاعت، عدالت و وقف خود برای فرانسه تحسین می‌شد. دو دودمان کاپتی مهم از او منشعب شد: خاندان آنژو (با اهدای کنت‌نشین آنژو به برادرش شارل) و خاندان بوربون (با اهدای کلرمونت به پسرش روبر در سال ۱۲۶۸ و پیش از ازدواج روبر با بئاتریس وارث بوربون). خاندان آنژو در سال‌های بعد حاکم سیسیل، پادشاهی ناپل و پادشاهی مجارستان شد و خاندان بوربون در نهایت تاج و تخت فرانسه را به دست آورد و ناوار را ضمیمه حکومت خود کرد.

### اوج قدرت پادشاهی
هنگام مرگ لوئی نهم، فرانسه قدرت برتر غرب اروپا بود. پسرش فیلیپ سوم (۱۲۴۵–۱۲۸۵) و نوه‌اش فیلیپ چهارم (۱۲۶۸–۱۳۱۴) نیز این وضعیت را حفظ کردند. هر دو با کمک مشاوران خود به اداره کشور پرداخته و هر دو ازدواج قابل توجهی داشتند. نخستین همسر فیلیپ سوم، ایزابلای آراگون (۱۲۴۷–۱۲۷۱) دختر خایمه یکم، پادشاه آراگون بود. سال‌ها پس از مرگ ایزابلا، فیلیپ ادعای تخت حکومت آراگون را برای پسرش شارل (۱۲۷۰–۱۳۲۵) کرد. شوربختانه این تلاش با شکست روبرو شد.
فیلیپ چهارم با خوآنای یکم، ملکه ناوار وارث ناوار و شامپانی ازدواج کرد و به این ترتیب، این سرزمین‌ها را به قلمرو فرانسه افزود. او درگیر مشاجراتی با پاپ‌ها شد. در نهایت، بونیفاس هشتم را ربود و کشیشی فرانسوی به نام برتران دو گوت را با عنوان پاپ کلمنت پنجم به مقام پاپی منصوب کرد. از سوی دیگر در سال ۱۳۰۷ فرقه معبد را برانداخت و دارایی‌های آن را تصرف کرد. همچنین در سال ۱۲۹۵ پیمان اتحادی با اسکاتلند بست تا برابر سلطه انگلیس مقاومت کند. فیلیپ در سال ۱۳۱۴ و کمتر از یک سال پس از اعدام سران معبد درگذشت. گفته می‌شد توسط ژاک دو موله (درگذشته ۱۳۱۴) رهبر بزرگ شوالیه‌های معبد (که به عنوان مرتد سوزانده شده بود) به نزد خداوند احضار شده‌است. همچنین گفته می‌شد دو موله، شاه و خانواده اش را نفرین کرده‌است.

### بحران جانشینی
پایان خاندان کاپه با فیلیپ چهارم آغاز شد. ربع نخست سده چهاردهم شاهد حکومت پیاپی سه پسر فیلیپ بود: لوئی دهم (۱۳۱۴ تا ۱۳۱۶)، فیلیپ پنجم (۱۳۱۶ تا ۱۳۲۲) و شارل چهارم (۱۳۲۲ تا ۱۳۲۶).
فیلیپ چهارم که اطلاع یافته بود در ماجرای تور دو نسل عروسانش با دو شوالیه زنا کرده‌اند، هر دو آنان را در سال ۱۳۱۳ دستگیر و در زندان‌های پادشاهی محبوس کرد. (طبق برخی منابع، دخترش ایزابلا این خبر را به او داده بود) مارگارت بورگوندی، ملکه فرانسه (۱۲۹۰–۱۳۱۵) همسر لوئی دهم که بزرگترین پسر و وارث بلافصل فیلیپ بود، از همسرش یک دختر به نام خوآنا داشت که اکنون نسب دخترش مشکوک بود. از سوی دیگر، لوئی که تمایلی به حفظ زندگی خود با مارگارت نداشت، به دنبال ازدواج مجدد بود. پس از مرگ مشکوک مارگارت در سال ۱۳۱۵ (که گفته می‌شد به دستور شاه خفه شده‌است) لوئی با کلمانس مجاری ازدواج کرد. یک سال بعد، هنگام مرگ لوئی دهم، کلمانس باردار بود. فرانسوی‌ها که نمی‌دانستند چه کسی را جانشین لوئی کنند، فیلیپ (برادر لوئی که کنت پواتیه بود) را به عنوان نایب السلطنه انتخاب کردند و امیدوار بودند فرزند لوئی پسر باشد. (دو مدعی اصلی خوآنا و فیلیپ بودند) این چنین شد؛ ولی نوزاد که ژان یکم نامیده شد، پس از پنج روز درگذشت و بحرانی برای جانشینی او ایجاد شد. در نهایت تصمیم گرفتند بر پایه چند دلیل قانونی (که بعداً به شکل قانون سالیک تفسیر شد) خوآنا را فاقد صلاحیت به ارث بردن حکومت معرفی کنند و تخت حکومت فرانسه به فیلیپ رسید. او نیز از همسرش ژوآن دوم، کنتس بورگوندی پسر زنده‌ای از خود بر جای نگذاشت و پس از مرگش، حکومت به برادرش شارل چهارم رسید. فیلیپ با ازدواج با ژوآن، این منطقه را به قلمرو خود افزوده بود و پس از مرگش بورگوندی دوباره مستقل شد.
شارل چهارم به سرعت همسر زناکارش بلانش بورگوندی را که فرزندی از او نمانده بود و از سال ۱۳۱۳ در زندان بود، طلاق داد و با ماری لوکزامبورگی فرزند امپراتور هاینریش هفتم ازدواج کرد. ماری در سال ۱۳۲۴ فرزندی مرده به دنیا آورد و خودش چند روز بعد درگذشت. سپس شارل با دخترعمویش ژوان اورو ازدواج کرد؛ ولی از او تنها صاحب یک دختر شد. هنگامی که شارل درگذشت، ژان باردار بود و فیلیپ والوآ کنت آنژو و والوآ به عنوان نایب السلطنه تعیین شد. پس از آن که ژان یک دختر به دنیا آورد، فیلیپ با عنوان فیلیپ ششم به پادشاهی رسید و به دوران حکومت شاخه اصلی خاندان کاپه پایان داد. دودمان والوآ به عنوان شاخه‌ای از کاپتی‌ها وارث حکومت فرانسه شد.

### آخرین وارثان
آخرین اعضای شاخه اصلی کاپه دختران سه پسر فیلیپ چهارم و دختر فیلیپ چهارم به نام ایزابلا بودند. به دلیل زن بودن این وارثان، آنان نمی‌توانستند حکومت را به فرزندان خود منتقل کنند. ایزابلا که همسر ادوارد دوم، پادشاه انگلستان بود، همسرش را به نفع پسر خود ادوارد (۱۳۱۲–۱۳۷۷) و معشوقش راجر مورتیمر (۱۲۸۷–۱۳۳۰) عزل کرد؛ ولی ادوارد سوم مورتیمر را اعدام و ایزابلا را از قدرت خلع کرد. ایزابلا پس از مرگ برادرش شارل چهارم ادعای جانشینی پدرش را کرد و تقاضا کرد حکومت به پسرش (که هم مرد بود و هم به سن قانونی رسیده بود و می‌توانست مدعی خوبی برای تخت شاهی باشد) منتقل شود؛ ولی ادعای او رد شد و در نهایت دلیلی برای آغاز جنگ صدساله فراهم کرد.
خوآنا (۱۳۱۲–۱۳۴۹) دختر لوئی دهم پس از مرگ شارل چهارم به حکومت ناوار رسید. او آخرین حاکم مستقیم کاپتی ناوار بود و پس از مرگش، پسرش شارل دوم جانشین او شد. همسر ژوان، فیلیپ اورو عضو خاندان کاپتی اورو بود. خوآنا و پسرش چند بار ادعای حکومت فرانسه و سپس دوک‌نشین بورگوندی را کردند.
از دختران فیلیپ پنجم و ژوان دوم، دو نفر به قدرت رسیدند. ازدواج ژوآن سوم، کنتس بورگوندی با اودوی چهارم، دوک بورگوندی باعث اتحاد دوک‌نشین و کنت‌نشین بورگونی شد. خط وراثت او با مرگ نوه‌اش فیلیپ یکم (۱۳۴۶–۱۳۶۱) به پایان رسید و دوباره اتحاد بورگوندی شکسته شد. خواهرش مارگارت (۱۳۱۰–۱۳۸۲) با لوئی یکم کنت فلاندر ازدواج کرد و با مرگ فیلیپ یکم، وارث کنت‌نشین بورگوندی شد. نوه و وارثش مارگارت سوم (۱۳۵۰–۱۴۰۵) با پسر ژان دوم، پادشاه فرانسه به نام فیلیپ دوم، دوک بورگوندی، ازدواج کرد و دوباره دو قلمرو را متحد کرد.
از فرزندان شارل چهارم، دختر کوچکش بلانش (۱۳۲۸–۱۳۹۲) که تولدش باعث پایان حکومت خاندان کاپه شد، به بزرگسالی رسید. او با فیلیپ والوآ پسر فیلیپ ششم ازدواج کرد؛ ولی فرزندی از او زاده نشد. با مرگ بلانش در سال ۱۳۹۲ خاندان کاپه منقرض شد.